# 민주연구원
민주연구원은 더불어민주당 산하의 정책 연구원이다. 2008년 8월 27일 민주정책연구원으로 출범하였으며, 2016년 명칭을 변경하였다. 현재 이사장은 정청래이며 연구원장은 이한주이다.

## 조직
- 이사회
- 이사장
  - 감사
- 원장
  - 명예원장당(역대원장)
  - 외교안보팀(국제협력)
- 부원장
  - 운영기획실
  - 전략연구실
  - 정책연구실
  - 정책네트워크실

## 주요 임원
- 이사장: 정청래
- 원장: 이한주
- 이사: 조정식, 홍의락, 전재수, 강훈식, 이수진, 전용기, 이동기, 이규희
- 감사: 유동수
  - 부원장: 이연희, 전준경, 문진석, 강선우, 김정우, 남영희, 송두한, 이용빈, 최지은, 현근택, 강민구

## 역대 이사장
| 순서 | 이름   | 임기                             | 비고 |
| ---- | ------ | -------------------------------- | ---- |
| 1    | 정세균 | 2008년 8월 27일~2010년 8월 20일  |      |
| 2    | 박지원 | 2010년 8월 20일~2010년 10월 20일 |      |
| 3    | 손학규 | 2010년 10월 20일~2011년 12월     |      |
| 4    | 한명숙 | 2012년 1월 ~2012년 4월           |      |
| 5    | 이해찬 | 2012년 6월 9일~2013년 5월 4일    |      |
| 6    | 김한길 | 2013년 5월 4일~2014년 8월 4일    |      |
| 6    | 안철수 | 2014년 3월 26일~2014년 8월 4일   |      |
| 7    | 박영선 | 2014년 8월 4일~2014년 9월 17일   |      |
| 8    | 문희상 | 2014년 9월 17일~2015년 2월 8일   |      |
| 9    | 문재인 | 2015년 2월 8일~2016년 1월 27일   |      |
| 10   | 김종인 | 2016년 1월 27일~2016년 8월 27일  |      |
| 11   | 추미애 | 2016년 8월 27일~2018년 8월 25일  |      |
| 12   | 이해찬 | 2018년 8월 25일~2020년 8월 29일  |      |
| 13   | 이낙연 | 2018년 8월 29일~2021년 3월 9일   |      |
| 14   | 김태년 | 2021년 3월 9일~2021년 4월 8일    |      |
| 15   | 도종환 | 2021년 4월 8일~2021년 4월 16일   |      |
| 16   | 윤호중 | 2021년 4월 16일~2021년 5월 2일   |      |
| 17   | 송영길 | 2021년 5월 2일~2022년 3월 10일   |      |
| 18   | 윤호중 | 2022년 3월 10일~2022년 6월 2일   |      |
| 18   | 박지현 | 2022년 3월 10일~2022년 6월 2일   |      |
| 19   | 박홍근 | 2022년 6월 2일~2022년 6월 10일   |      |
| 20   | 우상호 | 2022년 6월 10일~2022년 8월 28일  |      |
| 21   | 이재명 | 2022년 8월 28일~2024년 6월 24일  |      |
| 22   | 박찬대 | 2024년 6월 24일~2024년 8월 18일  |      |
| 23   | 이재명 | 2024년 8월 18일~2025년 4월 9일   |      |
| 24   | 박찬대 | 2025년 4월 9일~2025년 6월 13일   |      |
| 25   | 김병기 | 2025년 6월 13일~2025년 8월 2일   |      |
| 26   | 정청래 | 2025년 8월 2일~                  |      |

## 역대 원장
| 순서     | 이름   | 임기                             | 비고        |
| -------- | ------ | -------------------------------- | ----------- |
| 1        | 김효석 | 2008년 8월 27일~2011년 1월 24일  |             |
| 2        | 박순성 | 2011년 1월 24일~2012년 6월 21일  | 동국대 교수 |
| 3        | 변재일 | 2012년 6월 21일~2014년 8월 12일  |             |
| 4        | 민병두 | 2014년 8월 12일~2016년 9월 6일   |             |
| 5        | 김용익 | 2016년 9월 6일~2016년 11월       |             |
| 6        | 김민석 | 2017년 5월 15일~2019년 4월 28일  |             |
| 7        | 양정철 | 2019년 4월 29일~2020년 4월 17일  |             |
| 직무대행 | 백원우 | 2020년 4월 18일~2020년 9월 6일   |             |
| 8        | 홍익표 | 2020년 9월 7일~2021년 6월 17일   |             |
| 9        | 노웅래 | 2021년 6월 18일~2022년 11월 11일 |             |
| 10       | 정태호 | 2022년 12월 26일~2024년 4월 21일 |             |
| 11       | 이한주 | 2024년 4월 22일~                 | 가천대 교수 |